# Mu (kana)
Mu (romanização do hiragana む ou katakana ム) é um dos kana japoneses que representam um mora. No sistema moderno da ordem alfabética japonesa (Gojūon), ele ocupa a 33ª posição do alfabeto, entre Mi e Me.
| Forma                   | Romaji | Hiragana        | Katakana        |
| ----------------------- | ------ | --------------- | --------------- |
| Normal m- (ま行 ma-gyō) | mu     | む              | ム              |
| Normal m- (ま行 ma-gyō) | muu mū | むう, むぅ むー | ムウ, ムゥ ムー |

| Outras formas | Outras formas |        |
| --- | ------------- | ------ |
| \| mwa \| むぁ \| ムァ \| \| mwi \| むぃ \| ムィ \| \| (mwu) \| (むぅ) \| (ムゥ) \| \| mwe \| むぇ \| ムェ \| \| mwo \| むぉ \| ムォ \| |               |        |
| mwa | むぁ          | ムァ   |
| mwi | むぃ          | ムィ   |
| (mwu) | (むぅ)        | (ムゥ) |
| mwe | むぇ          | ムェ   |
| mwo | むぉ          | ムォ   |

## Formas alternativas
No Braile japonês, む ou ム são representados como:
| ●  | ● |
| － | ● |
| ●  | ● |

O Código Morse para む ou ム é: －

## Traços

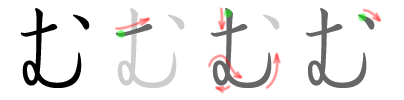
Seqüência de traços para escrita do む

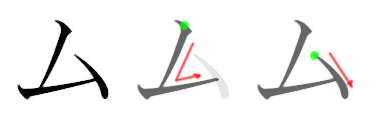
Seqüência de traços para escrita do ム